# Say Something (Justin Timberlake)
Say Something is een nummer van de Amerikaanse zanger Justin Timberlake uit 2018, in samenwerking met de Amerikaanse zanger Chris Stapleton. Het is de derde single van Timberlake's vijfde studioalbum Man of the Woods.
Chris Stapleton zou aanvankelijk alleen met Timberlake nummers schrijven voor Timberlake's album "Man of the Woods", maar op "Say Something" is Stapleton ook zingend te horen. "Say Something" is een vrij rustig nummer dat de countrykant opgaat. Het nummer werd een wereldwijde hit. Het haalde de 9e positie in de Amerikaanse Billboard Hot 100. In de Nederlandse Top 40 haalde het de 7e positie, en in de Vlaamse Ultratop 50 kwam het een plekje lager.